# Стенжиця (Люблінське воєводство)
Стенжиця або Стежиця (пол. Stężyca) — село в Польщі, у гміні Стенжиця Рицького повіту Люблінського воєводства.
Населення — 1902 особи (2011).
З 1568 і до 1793 року центр Стежицької землі - окремої адміністративно-територіальної одиниці Речі Посполитої.

## Демографія
Демографічна структура станом на 31 березня 2011 року:
|          | Загалом | Допрацездатний вік | Працездатний вік | Постпрацездатний вік |
| -------- | ------- | ------------------ | ---------------- | -------------------- |
| Чоловіки | 934     | 174                | 640              | 120                  |
| Жінки    | 968     | 152                | 562              | 254                  |
| Разом    | 1902    | 326                | 1202             | 374                  |